# آلوئه‌ورا

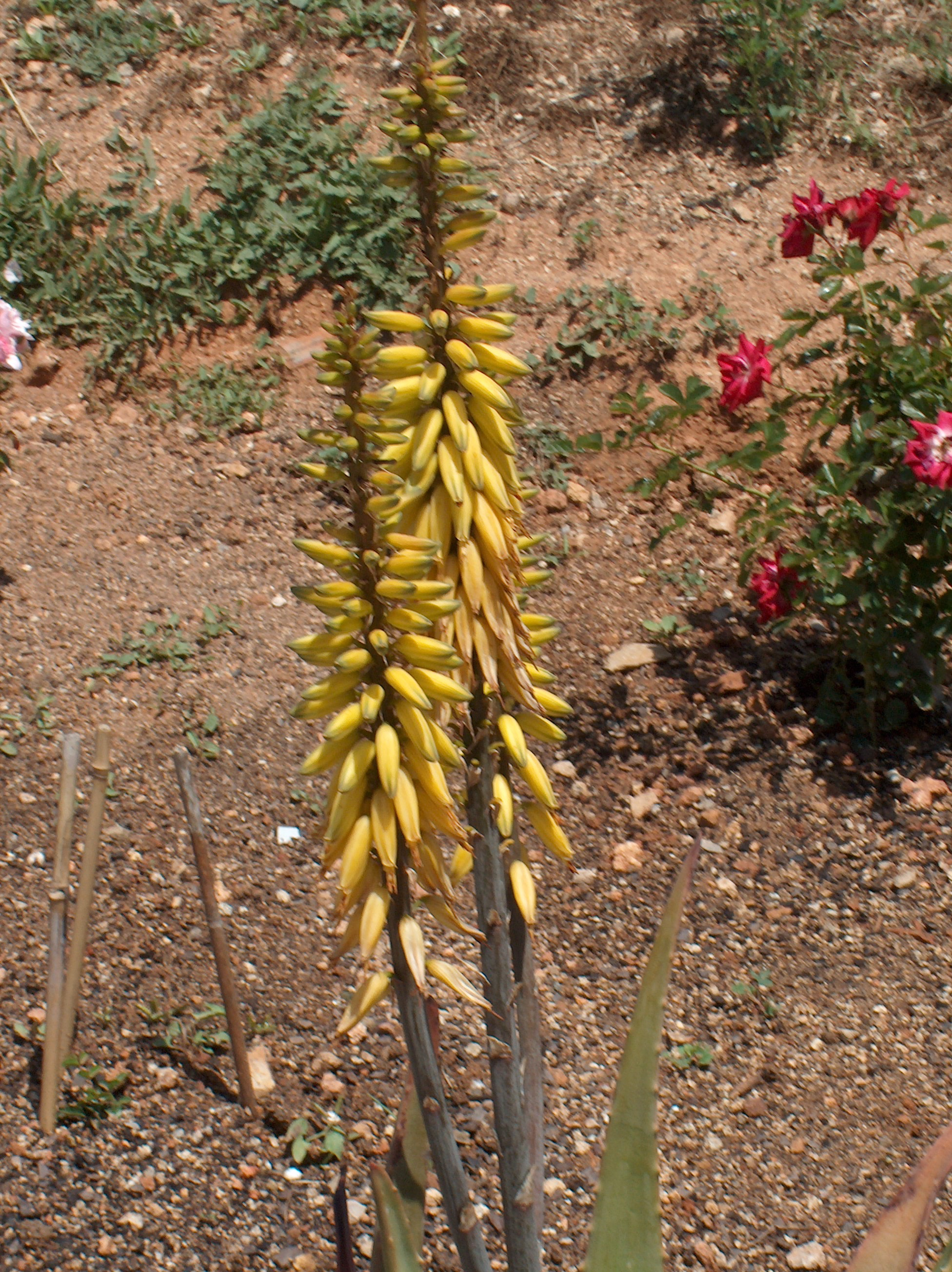
گل‌های شب‌یار.

صبر یا آلوئه‌ورا یا آلوورا (نام علمی: Aloe vera) که عصاره برگ آن به فارسی با نام‌های صبر زرد یا چادُروا و در طب سنتی با نامهای صِبر ، صبارا و صبر سقوطری مشهور است.، گیاهی از سردهٔ سِگِل‌ها، راسته مارچوبه‌سانان و خانواده سریشیان است. آلوئه‌ورا معمولاً با نام آلوئه نیز شناخته می‌شود. این گیاه از دیرباز به‌عنوان گیاه زینتی و گیاه داروئی کشت می‌شده‌است و می‌توان از آن به‌عنوان گیاه آپارتمانی و در گلدان نیز نگهداری کرد.
آلوئه در بسیاری از محصولات غذایی و آرایشی و بهداشتی از جمله نوشیدنی‌ها، لوسیون‌های پوست، پمادها و کرم‌ها مورد استفاده است. از ژل آلوئه‌ورا نیز برای ترمیم سوختگی‌های سطحی پوست استفاده می‌شود. با این وجود، تاکنون شواهد قطعی در رابطه با تأثیرات مثبت درمانی و بی‌خطر بودن مصرف خوراکی آلوئه‌ورا ارائه نشده‌است.

## گیاه‌شناسی

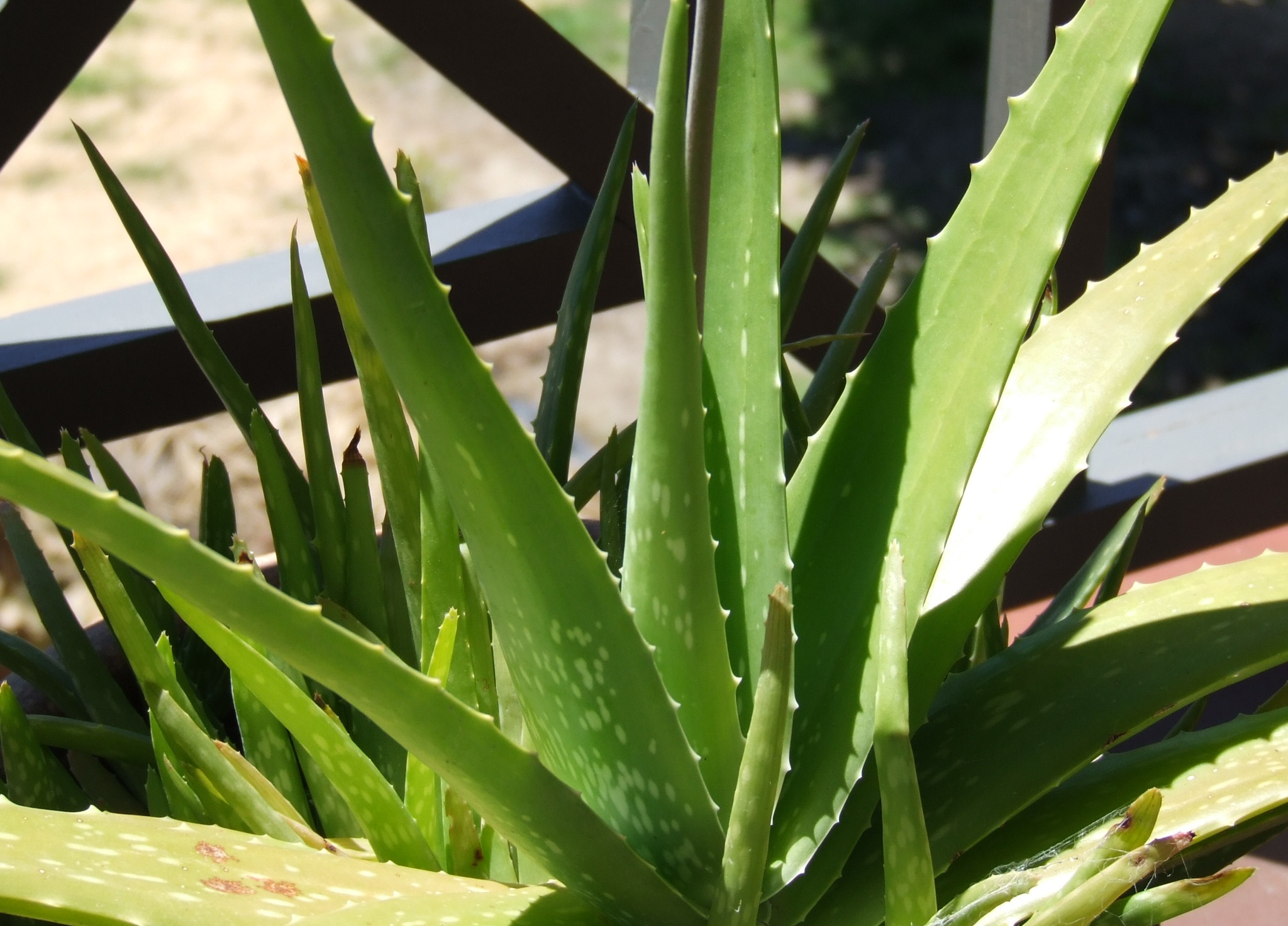
صبر یا آلوئه‌ورا

آلوئه‌ورا گیاهی بدون ساقه یا با ساقه‌ای بسیار کوتاه است. این گیاه ۶۰ تا ۱۰۰ سانتی‌متر رشد می‌کند و از طریق پاگیاه تکثیر می‌شود. برگ آن نیزه‌ای کلفت و گوشتی با لبه‌های دندانه‌دار سفید است و رنگ برگ، سبز تا خاکستری می‌باشد. گل‌های آن در تابستان و بر روی سنبله‌ای می‌رویند که گاه تا ۹۰ سانتی‌متر درازا دارد. گل‌های آن آویخته و دارای کاسبرگ‌هایی ۲–۳ سانتی‌متری هستند. نام‌های دیگر آلوئه‌ورا عبارتند از: چادُروار، صبر سقوطری، آلوئه‌ورا، صبر، صبر کموار، صبر زرد، ازوال، ازوادزرد خزانه، مقر، ایلوا، صبارا، آلوئه کوراسائو، آلوئه هندی، آلوئه بارباد، الوا، صباره، برمس، سولع، مقرا، چادروا و صعدنا.
آلوئه نوع خاصی فتوسنتز دارد که از تبخیر آب گیاه جلوگیری می‌کند.
آلوئه ورا نوعی خاصی از گیاهان کَم(CAM)هست

## پراکندگی
آلوئه‌ورا گیاهی بومی جنوب‌شرق شبه‌جزیره عربستان بوده و مناسب آب‌وهوای گرمسیری و نیمه‌گرمسیری و خشک و نیمه‌خشک است. این گیاه در سده‌های گذشته به بسیاری مناطق دنیا از جمله خاورمیانه، آفریقا، کارائیب، ایالات متحده، آمریکای لاتین، اروپا و شرق آسیا برده شده و امروزه در بسیاری از مناطق گرم و خشک در سراسر دنیا پراکندگی دارد.

## کاربردها

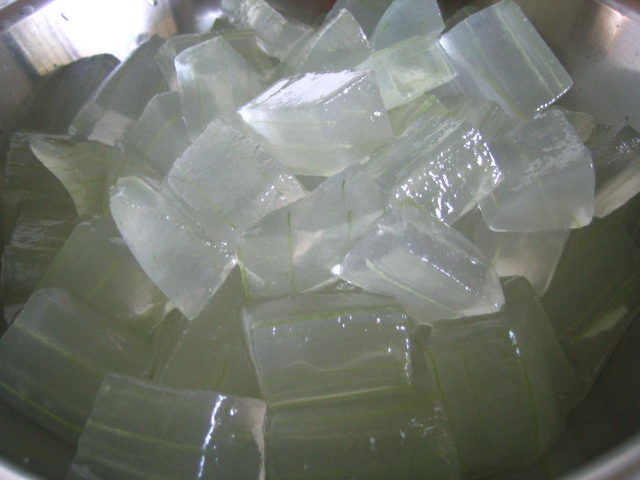
ژل آلوورا آماده شده برای دسر

دو ترکیب اصلی مورد استفاده، شامل ژل شفاف موجود در برگ‌ها و لاتکس زرد رنگ این گیاه هستند. ژل گیاه برای تولید داروهای موضعی جهت ترمیم  زخم‌ها، ترک‌های پوستی، ترمیم آسیب‌های ناشی از سوختگی‌ها، راش‌ها، پسوریازیس و خشکی پوست مورد استفاده است. از ژل آلوئه‌ورا همچنین در تولید صنعتی ماست، نوشیدنی‌ها و دسرها استفاده می‌شود. مصرف مقدار زیاد و مداوم عصارهٔ برگ‌ها یا لاتکس این گیاه باعث مسمومیت می‌شود.
لاتکس این گیاه نیز به تنهایی یا به همراه ترکیبات و افزودنی‌های دیگر برای تولید داروهای ملین ضد یبوست به‌کار می‌رود.
طب سنتی
مصرف آلوئه به‌عنوان یک گیاه طبی سابقه طولانی مدت دارد و قدمت استفاده از آن به سال ۱۷۵۰ پیش از میلاد مسیح بازمی‌گردد. برخی از مردم به عنوان پزشکی جایگزین، این گیاه را در گلدان‌های کوچک در منازل خود به منظور درمان سوختگی‌ها و بریدگی‌های جزئی پرورش می‌دهند.

## کشت

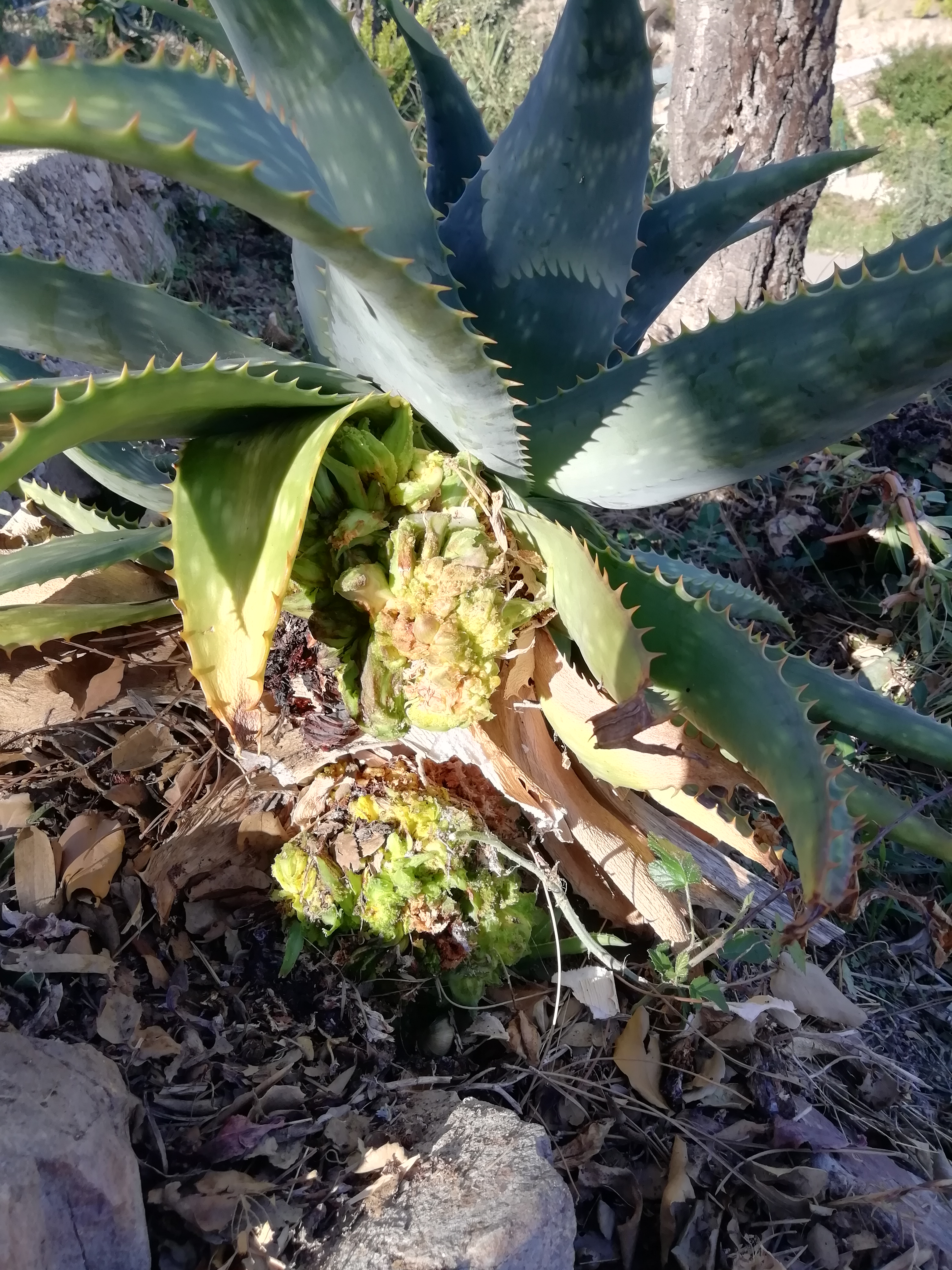
صبر یا آلوئه‌ورا

آلوئه ورا در بسیاری از نقاط دنیا در محیط‌هایی از جمله خاک‌های سنگلاخی و کم‌آب به‌عنوان گیاه دارویی یا زینتی کشت می‌شود. این گیاه نیاز به آب بسیار کمی دارد و می‌تواند شرایط خشکی را تحمل کند اما مقدار کمی آب برای رشد و شادابی این گیاه مورد نیاز است. آلوئه مقاومت پایینی در مقابل سرمای شدید و برف و یخبندان دارد. این گیاه در برابر آفت‌هایی چون کنه تارعنکبوتی، شپشک آردی و شته تا حدودی مقاوم است. آلوئه برای رشد و نمو نیاز به نور خورشید دارد اما می‌تواند در بعضی مناطق با سایه جزئی نیز سازگار باشد.

## ترکیبات شیمیایی
برگ‌های این گیاه، دارای مواد شیمیایی گیاهی از جمله مانان‌های استیله‌شده، آنتراکینون گلیکوزیدهای C، انتهرن‌ها و آنتراکینون‌هایی از قبیل امودین و چندین نوع از لکتین‌ها هستند.
این گیاه، حاوی مشتقات هیدروکسی آنتراسن از جمله آلوئین‌های A2 و B به میزان ۴۰–۲۵٪ کل ترکیبات و مشتقات کرومون از جمله آلوئه رزین A2،B و C است. ترکیبات مهم دیگر آلوئه شامل قندها از جمله: گلوکز، مانوز و سلولز، آنزیم‌ها از جمله: اکسیداز، آمیلاز و کاتالاز، همچنین ویتامین‌هایی نظیر: B1،B2،B6،C,E و اسیدفولیک و مواد معدنی مانند: کلسیم، سدیم، منیزیم، روی، مس و کروم و ترکیباتی نظیر آلوئین، فامودین، ایزوباربالوئین و مقدار صمغ آن در حدود ۱۲٪ می‌باشد.

## مضرات
تا کنون اثرات جانبی مهمی پس از مصرف آلوئه‌ورا به‌عنوان داروی موضعی گزارش نشده‌است. مصرف خوراکی عصاره کامل و رنگ‌زدایی نشدهٔ برگ‌های آلوئه‌ورا به‌طور بالقوه می‌تواند باعث مسمومیت و ایجاد عوارضی مانند اسهال و درد شکمی شود. مصرف خوراکی این گیاه همچنین می‌تواند باعث کاهش جذب برخی از داروها یا وقوع تداخل دارویی شود.

## تداخل‌های دارویی
مصرف خوراکی همزمان آلوئه‌ورا و داروهای تجویز شده می‌تواند باعث تداخل دارویی شود. داروهای ضد لخته شدن خون، داروهای دیابت، داروهای بیماری‌های قلبی-عروقی و داروهای کاهش‌دهندهٔ میزان پتاسیم خون مانند دیگوکسین و داروهای ادرارآور از این موارد هستند.

## نگارخانه

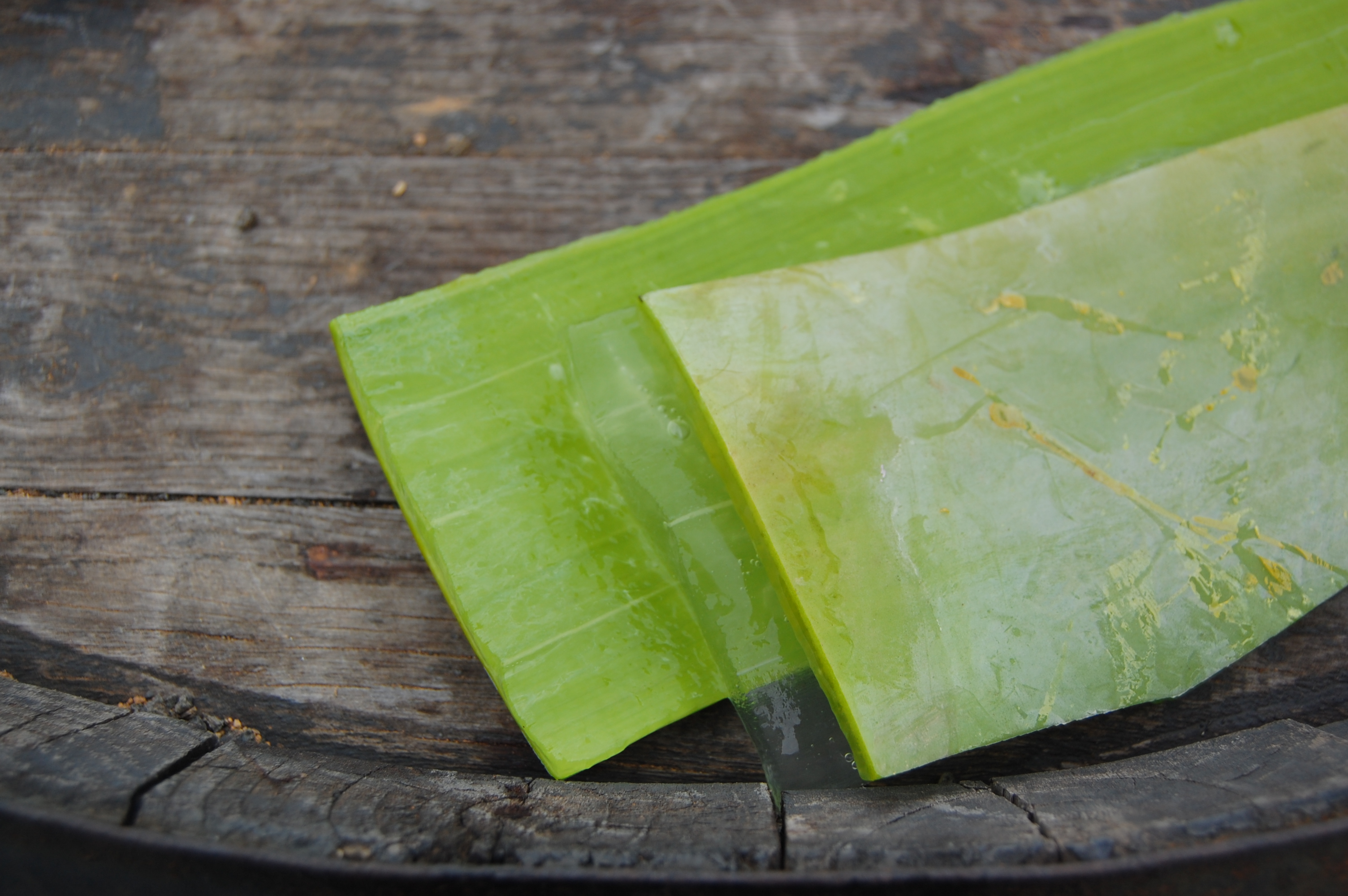
برگ آلوئه‌ورا و ژل درون آن
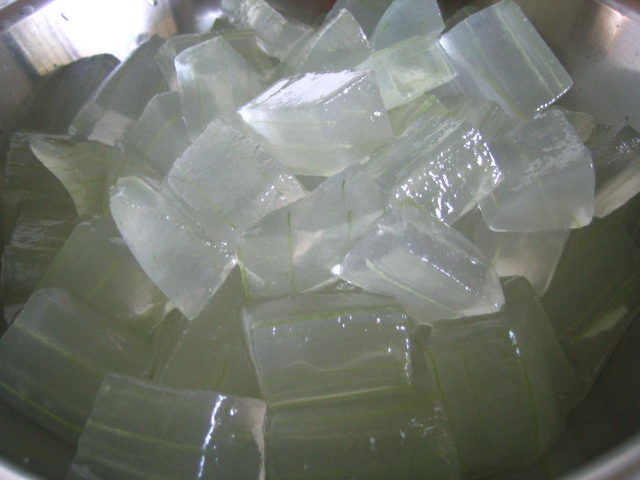
ژل آلوئه‌ورا، استفاده شده در دسر
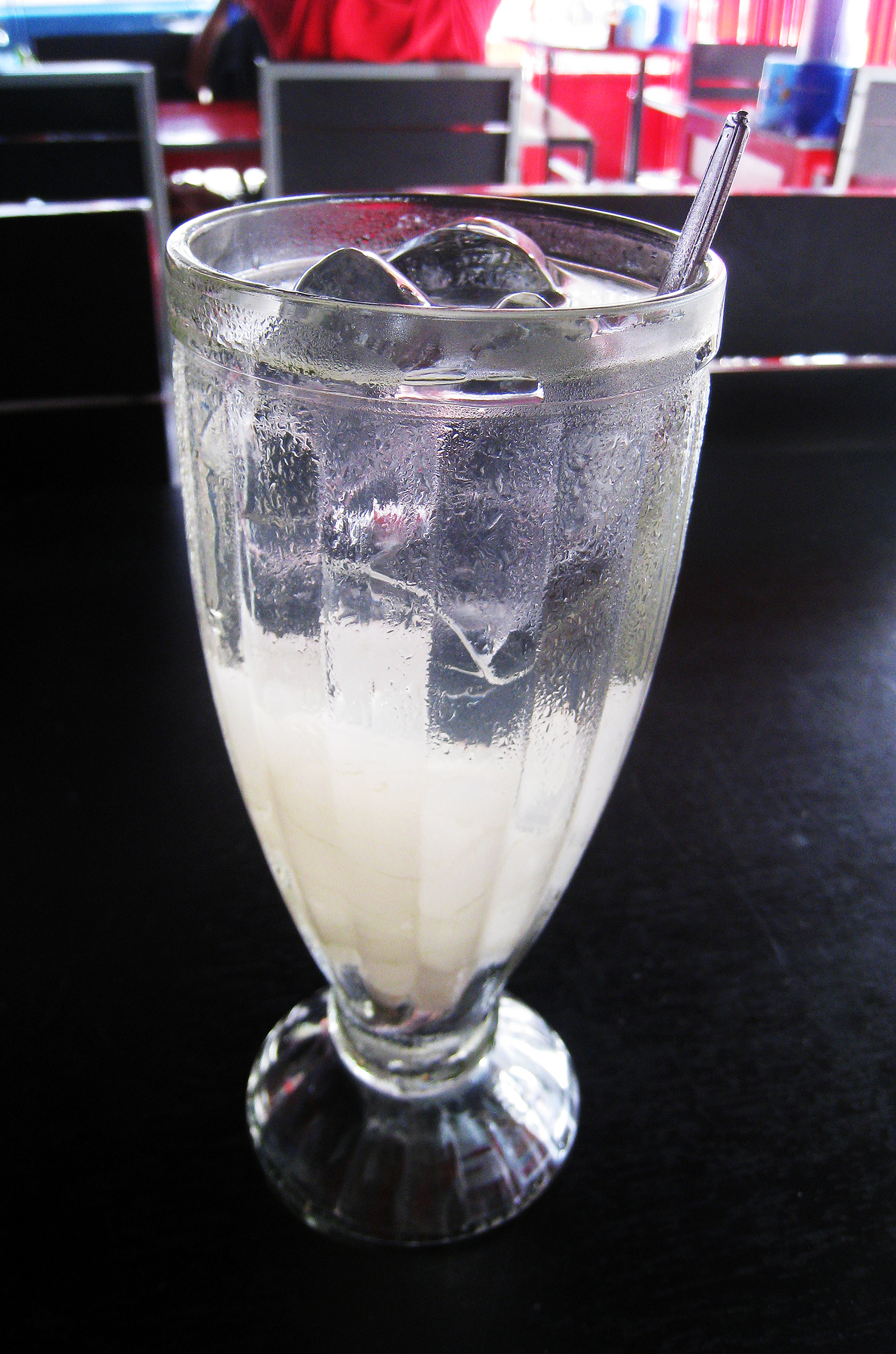
Es lidah buaya (نوعی نوشیدنی یخی اندونزیایی تهیه‌شده از آلوئه‌ورا)
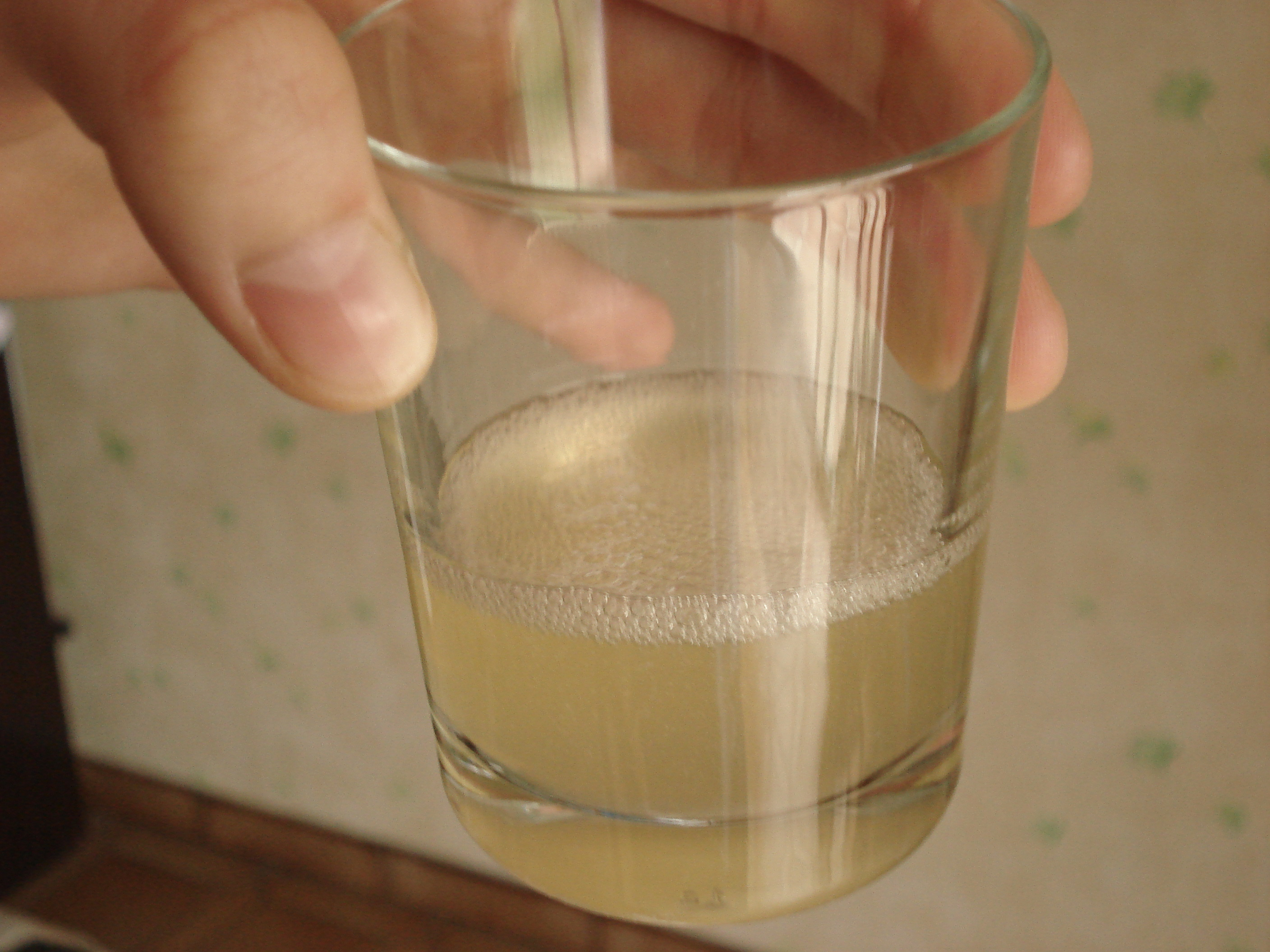
نوشیدنی آلوئه‌ورا
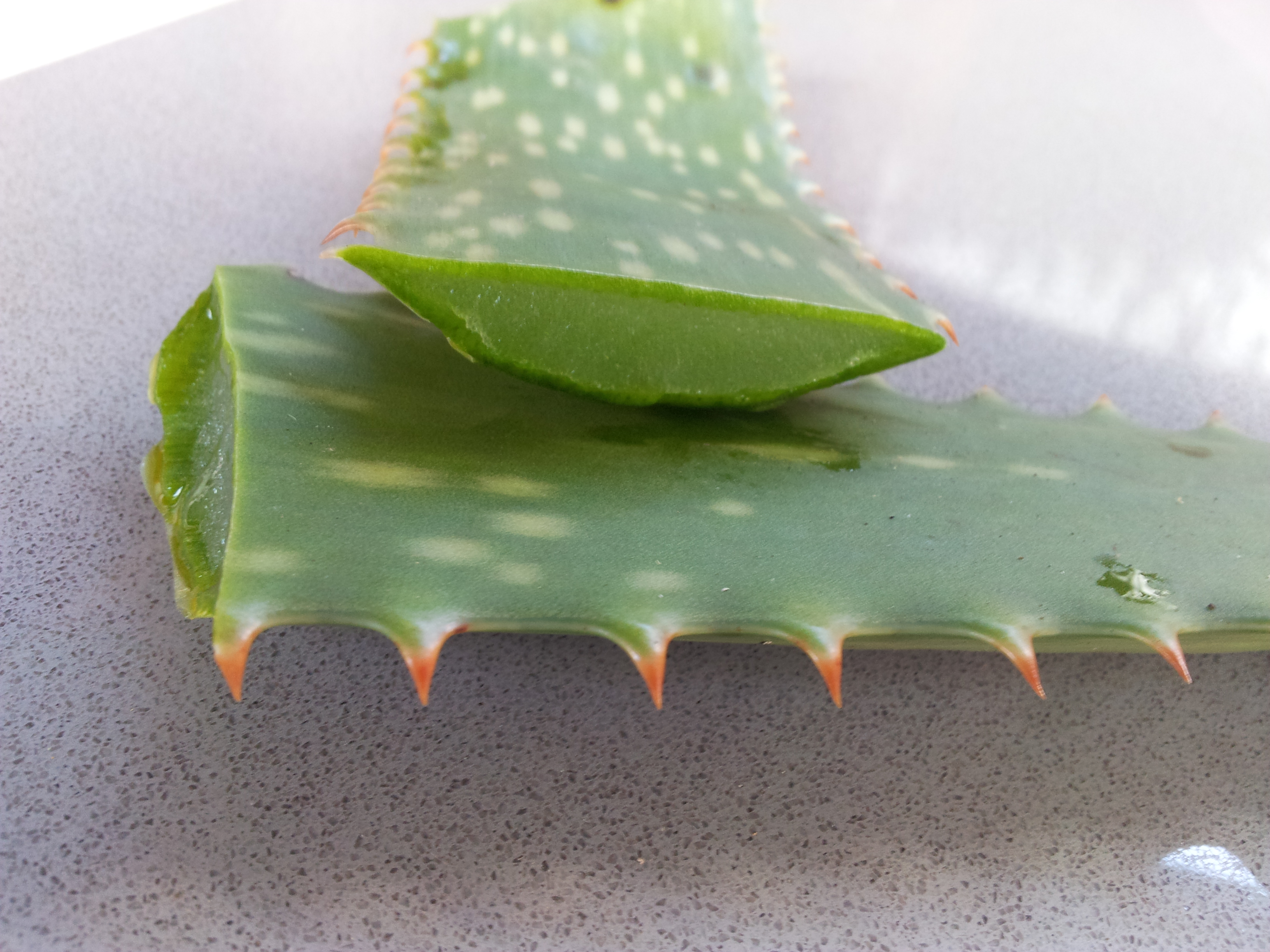
برگ بریده شدهٔ آلوئه‌ورا
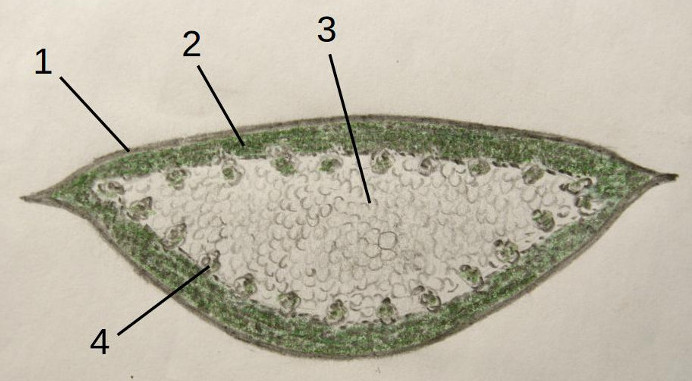
اجزاء برگ آلوئه‌ورا: 1 کوتیکول،    2 کلروپلاست‌ها،    3  بافت داخلی،    4  دسته‌های آوندی
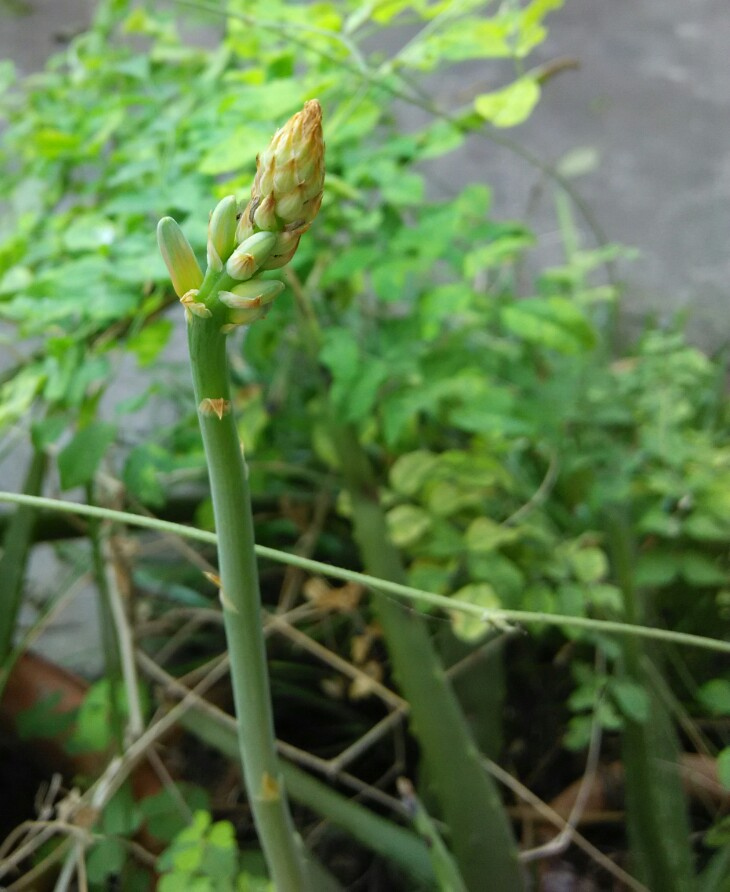
غنچه‌ها
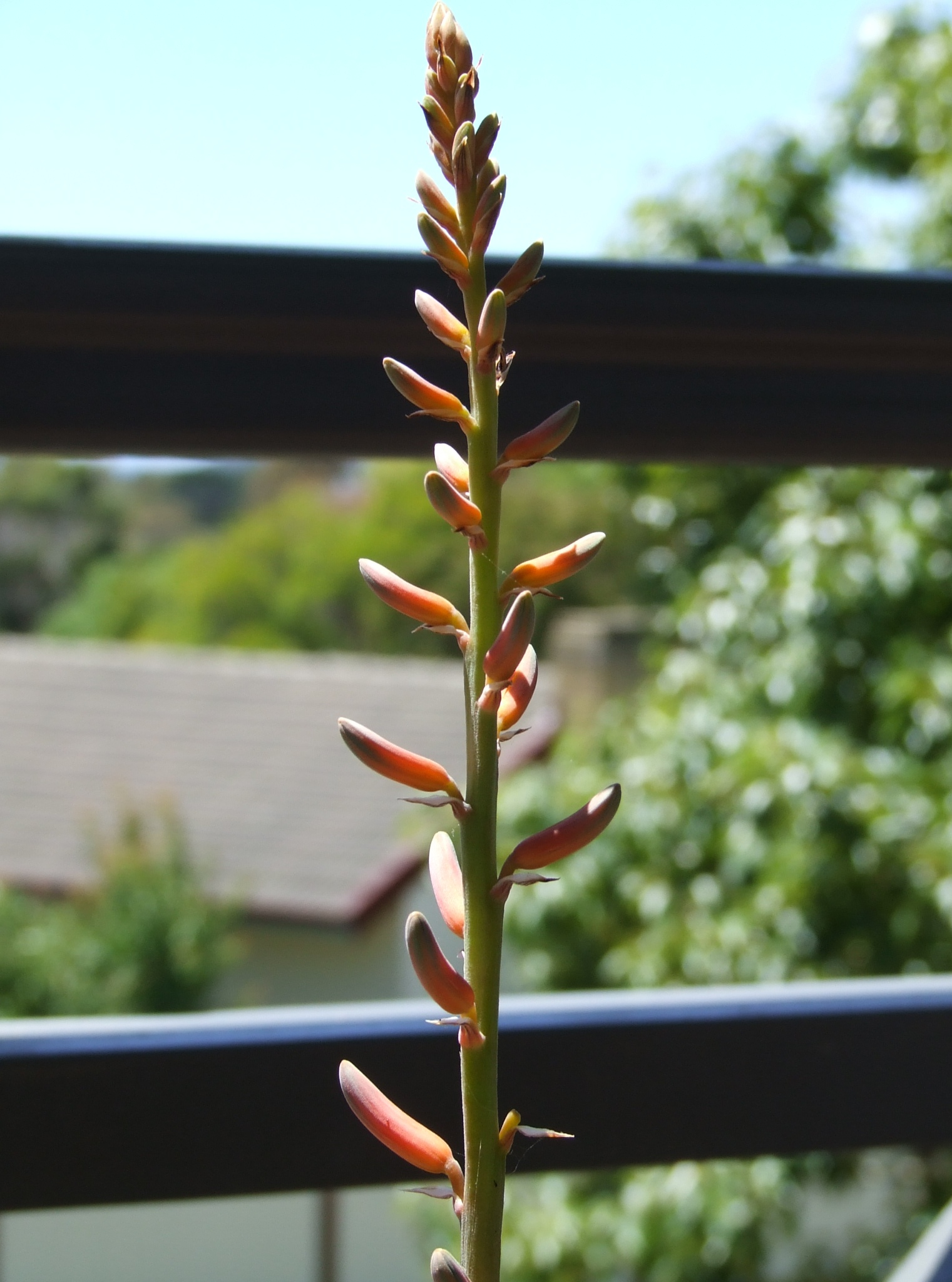
غنچهٔ گل‌های آلوئه‌ورا
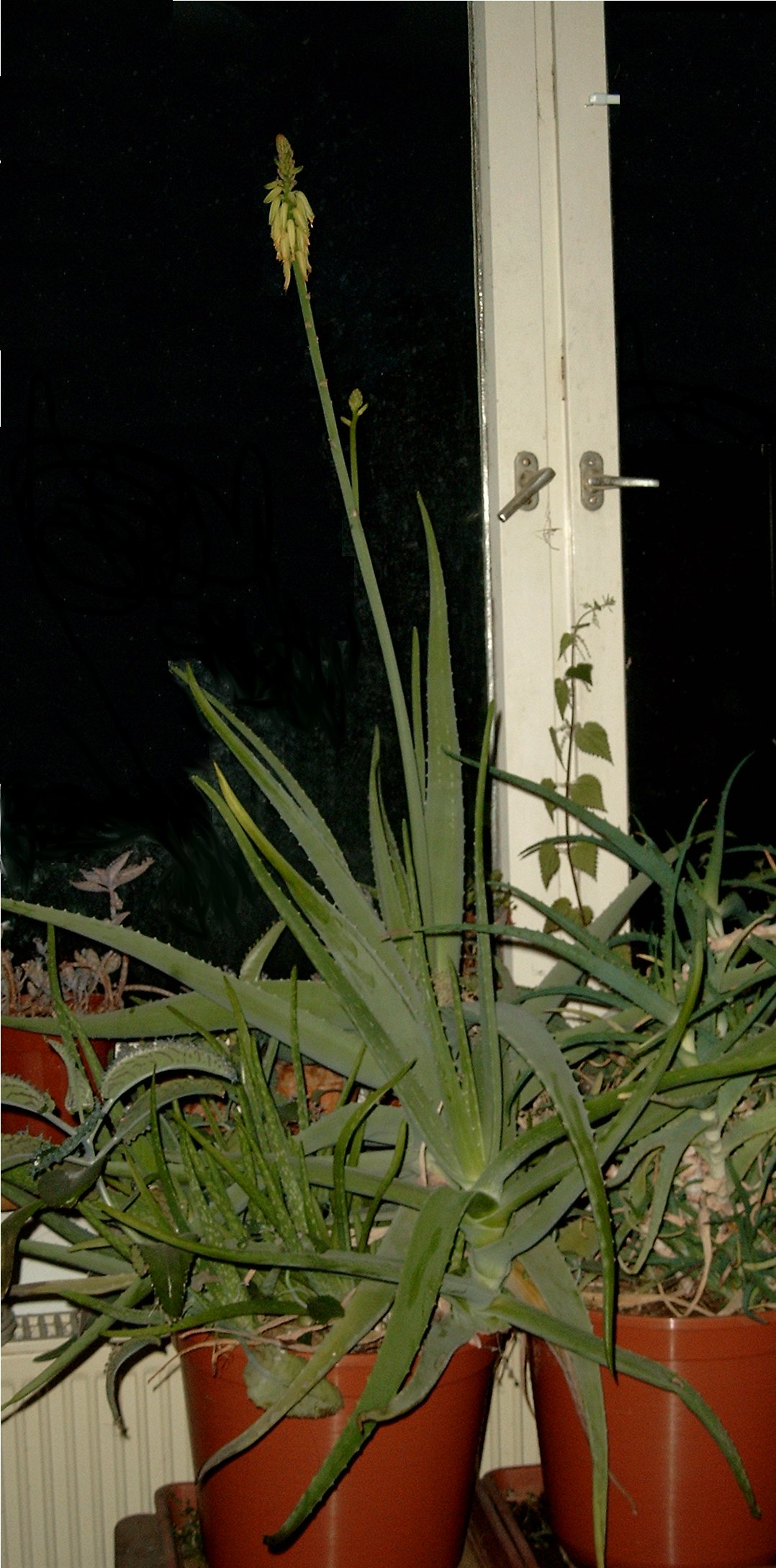
اندازه‌های مختلف آلوئه‌ورا
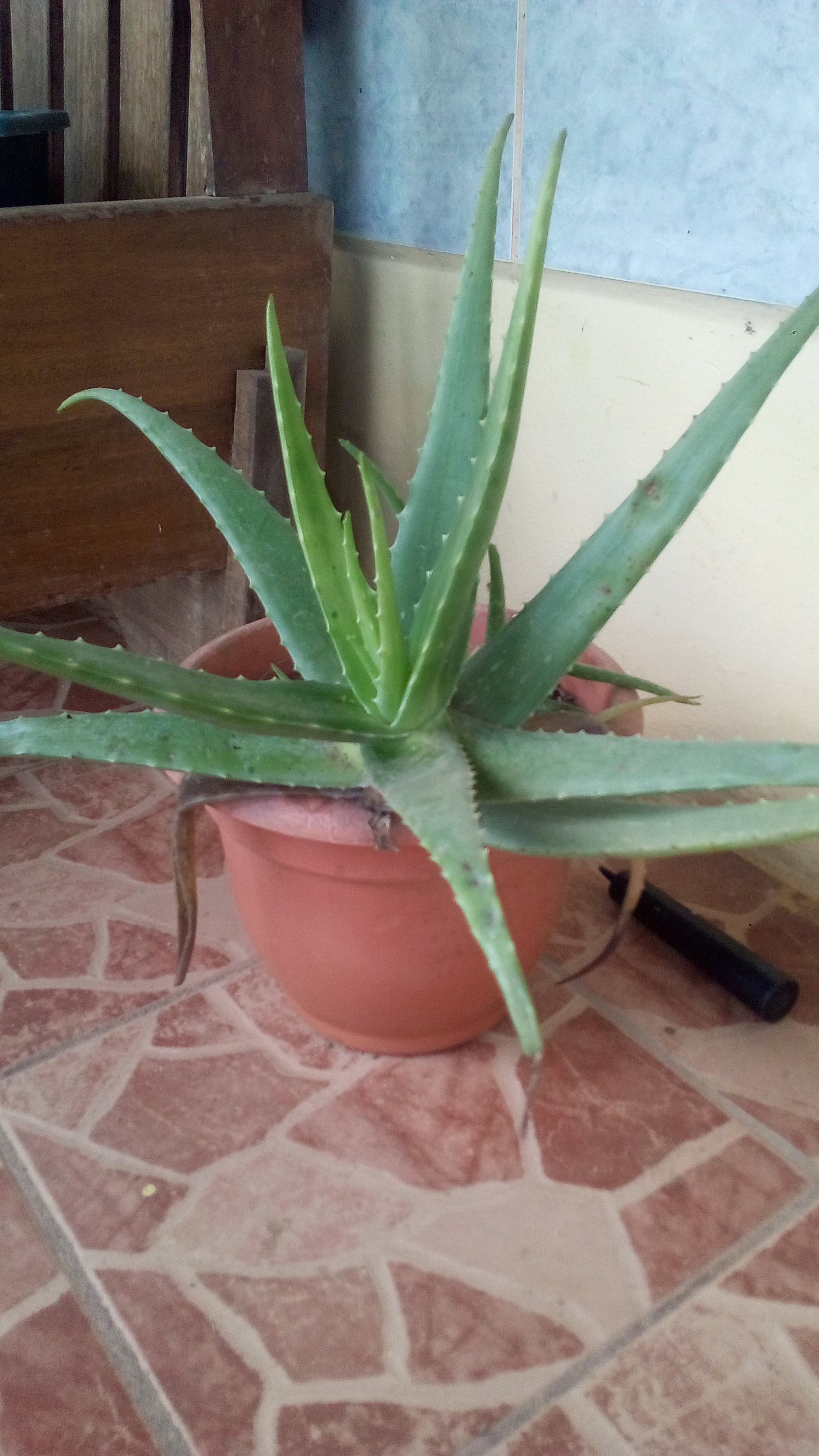
آلوئه‌ورا در گلدان
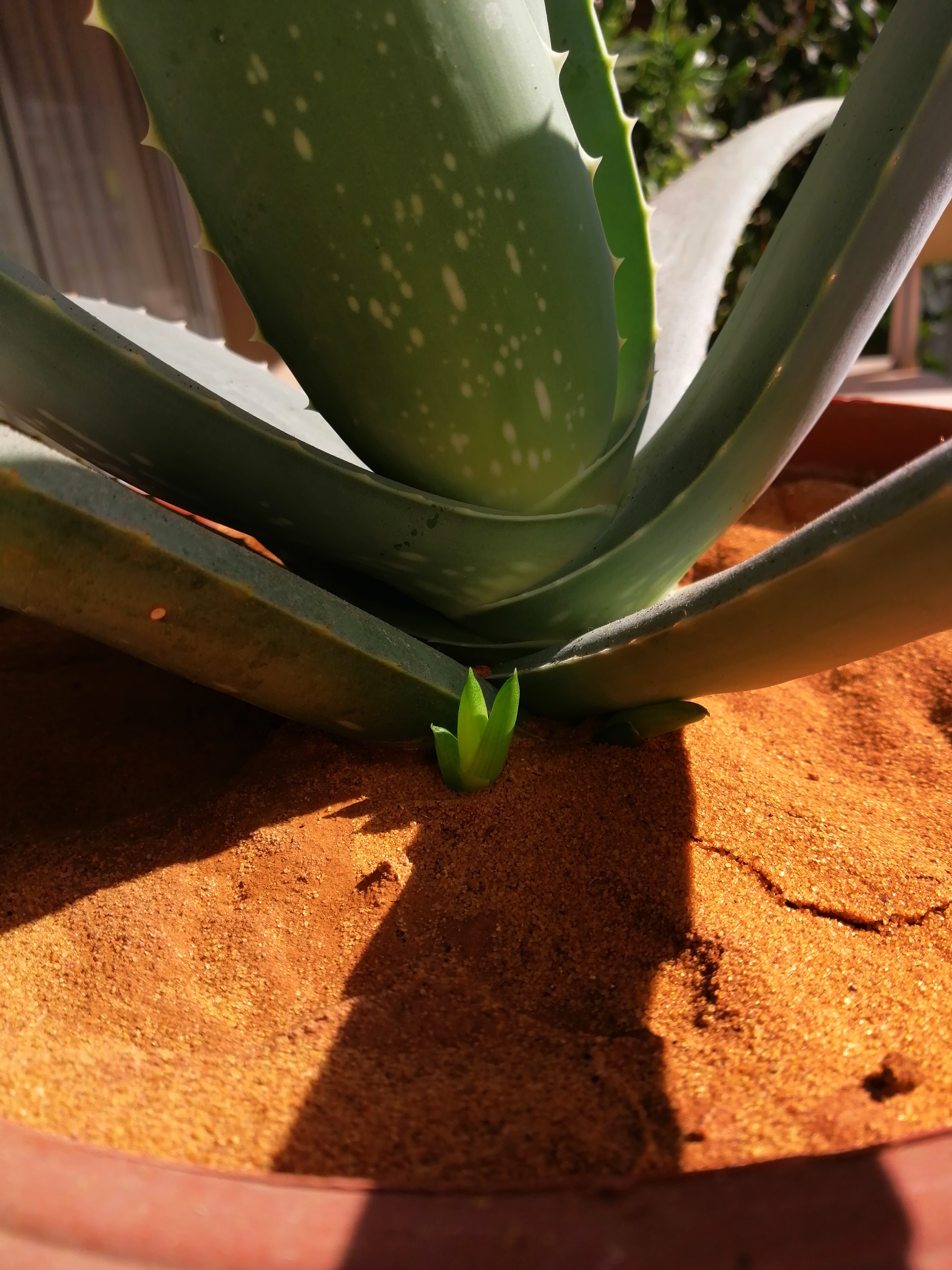
پاجوش آلوئه‌ورا
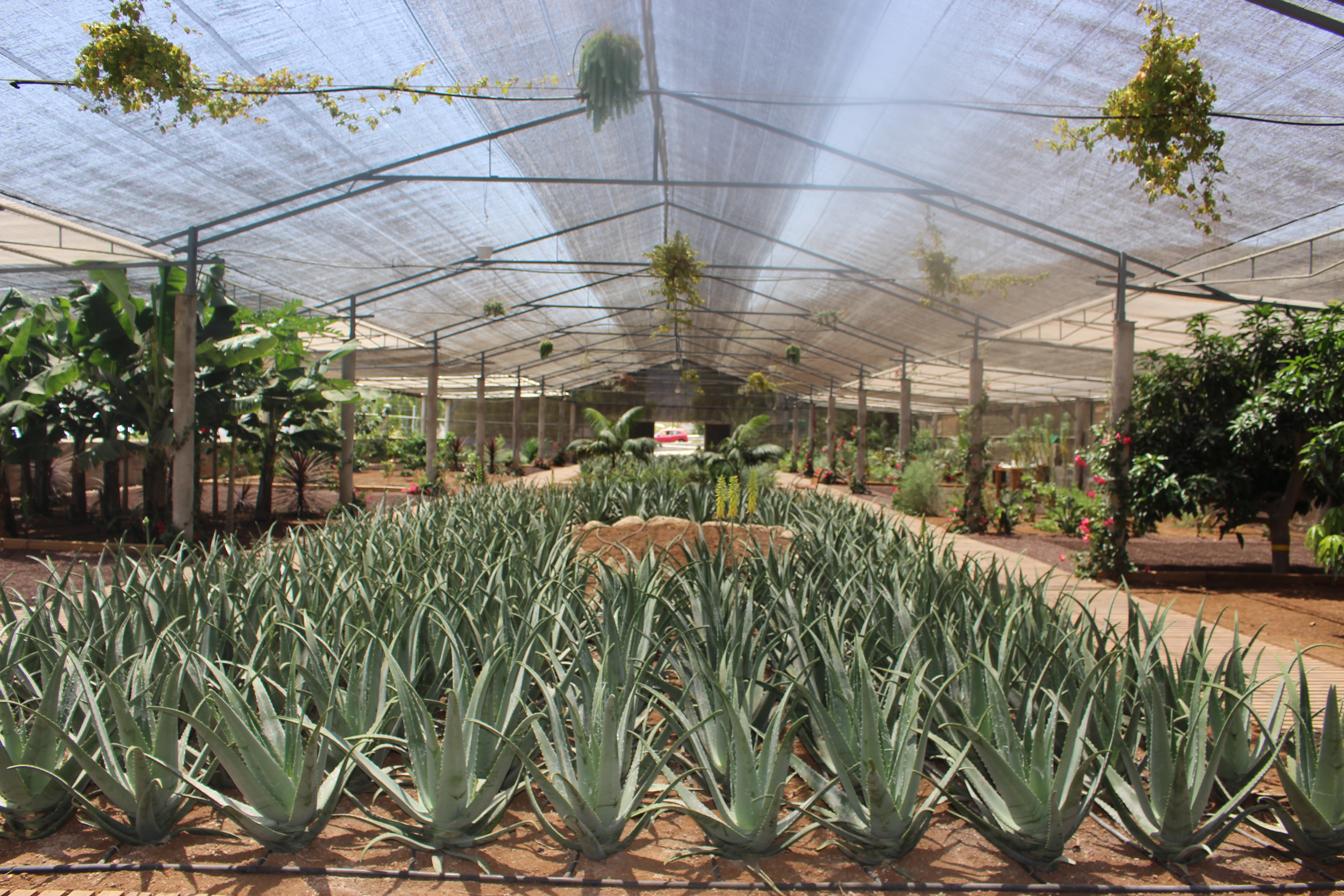
گلخانه آلوئه ورا
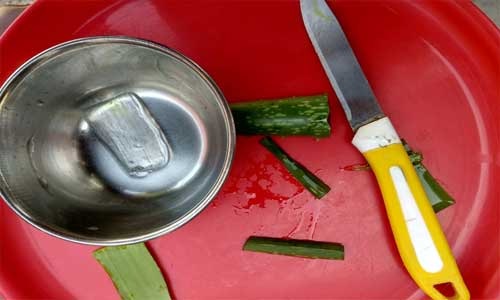
جداسازی ژل آلوئه ورا